# クラリス・スターリング
クラリス・スターリング（Clarice Starling）は、トマス・ハリスの小説「羊たちの沈黙」「ハンニバル」に登場する架空の人物で、FBI女性捜査官（「羊たちの沈黙」ではまだ訓練生であった）。聡明な頭脳と勇敢さ、強い正義感を併せ持つ才色兼備な美女である。精神科医にして連続殺人犯であるハンニバル・レクターから特別な興味をもたれている。また、彼女自身も自分の忌まわしい過去を見抜き、心に接近してくるレクターに対し、恋愛感情とは異なった特別な感情を抱いている。
映画化された『羊たちの沈黙』ではジョディ・フォスターが、『ハンニバル』ではジュリアン・ムーアがクラリス・スターリングを演じた。
『羊たちの沈黙』の続編となるテレビドラマ『クラリス』ではレベッカ・ブリーズがクラリス・スターリングを演じた。

## 少女時代
クラリスは幼少時に母を亡くしていたため、警察官の父と二人暮しをしていた。彼女は父をこよなく愛していたが、彼女が10歳の時に、父が強盗に射殺される事件が発生。
孤児となったクラリスは、モンタナ州にある母親の従兄弟夫婦の牧場に預けられることになった。牧場主は大変真面目な人物だったが、牧場に移住してから2ヵ月後のある夜、仕事で子羊達を屠殺している現場を目撃してしまう。彼女は子羊たちを助けたいと思い、その1頭だけを抱いて牧場を出たが、結局保安官に見つかり、子羊も殺されてしまい、怒った牧場主により、クラリスはボストンの孤児施設に強制入所された。
この時の子羊達の叫びが、成人後もクラリスの心にトラウマとして、また悲しい少女時代の象徴として残り続け、彼女を悩ますこととなる。

## FBI訓練生時代（「羊たちの沈黙」における活躍）
バージニア大学を卒業後、FBI訓練生となったクラリスはある時、行動科学課の課長ジャック・クロフォードからバッファロー・ビルによる連続殺人事件の解決のヒントを得るべく、特別捜査官としてボルティモア精神病院の監房に閉じ込められている連続猟奇殺人犯にして天才精神科医であるハンニバル・レクターを訪ねるよう依頼された。レクターは最初こそ彼女のことを「強引で清潔で多少趣味の良い田舎者」とからかい、素気無くあしらったが、囚人の一人に彼女が辱められたことの償いとして最初のヒントを与えた。
やがてマーティン上院議員の一人娘キャサリンがビルに誘拐される事件が発生。クラリスはレクターに、「キャサリン救出の成功と引き換えに待遇のよい施設への移動を保証する」とマーティン議員の名を騙った偽の取引を持ちかけ、レクターもまた彼女自身の過去に関する話をしてもらうという条件で協力を約束した。しかし、その会話を盗聴していたボルティモア院長のチルトン博士が、自分の出世のためにマーティン議員と別の取引を結び、レクターはメンフィスの監房に移送される。
クラリスは事件解決のヒントを得るべくレクターと最後の接触を試み、この時、自分を苦しめ続けている幼い日の子羊たちの叫びを告白することになる。レクターは「ありがとう、クラリス」と彼女をついに対等の存在として認める。レクターのヒントをもとに、クラリスはついにバッファロー・ビルの正体ジェイム・ガムの犯人像と居場所を突き止め、彼の逮捕とキャサリン救出に成功する。だがレクターはその捜査中に監房の看守を殺害して脱獄し、クラリスに一つのメッセージを残すとともに彼女の前から姿を消した。

## FBI捜査官時代（「ハンニバル」における活躍）
訓練生からFBI捜査官へと昇格したクラリスは、あるときマフィアの集団と銃撃戦を繰り広げ、赤ん坊を抱いた女ボスをやむをえず射殺し、マスコミから叩かれる。クラリスの上司で彼女に嫉妬し、欲情する司法省のクレンドラーが、かつてのレクターの患者で彼に肉体をぼろぼろにされた経験をもち、彼に恨みを持つ大富豪メイスン・ヴァージャーと結託。レクターをおびき寄せるエサとして彼女を選んだことで、彼女の立場はFBIの中でさらに窮地に立たされていく。
一方、前作で脱獄に成功し、イタリアのフィレンツェでフェル博士として暮らしていたレクターは、自分のことを狙っている者の存在と、クラリスのピンチを感じ取り、自分の逮捕をめざしていたパッツィ刑事を殺害後にアメリカに帰還する。アメリカに帰還したところで、メイスンの部下に捕らえられたレクターを目撃したクラリスはその後を追う。メイスンが飼っていた豚に食べられる寸前だったレクターだったが、そこにクラリスが登場、部下を射殺し、レクターを救出する。麻酔銃で肩を撃たれ、気絶したクラリスを抱きかかえるとレクターは、そこから無傷で帰還し、メイスンは原作では妹マーゴに、映画では主治医に前述の猪飼育場に車椅子ごと突き落とされ殺害されることとなる。
ここからは映画と原作とで結末が大きく異なる。原作では、クラリスは傷の治療後、レクターに解けることのない暗示をかけられ、彼とともに生活することとなる。また、彼女を訪ねてきたクレンドラーの脳を2人で食べる場面も見受けられる。2人は愛人関係ではないが、レクターは幼い頃に失った妹の面影に近いものをクラリスに感じ、クラリスも幼い頃に失った父親の姿をレクターの精神術の中で手にいれ、お互いを必要とする。
一方映画では、クラリスはレクターの術で意識が朦朧とするも、捜査官としての意地でレクターに手錠をかけ、レクターは自分の手を切って逃亡する。